# Desrabar

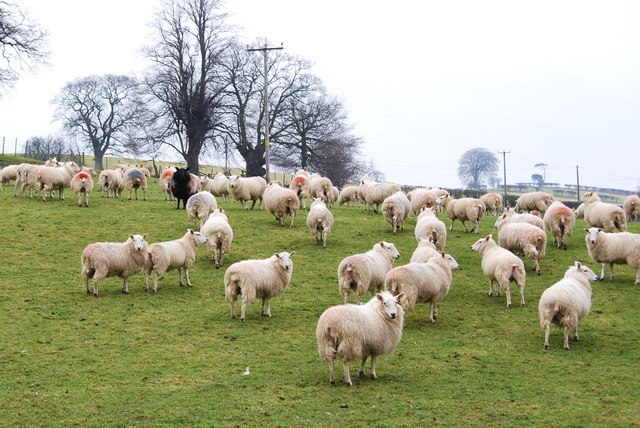
Reses desrabotadas

Se llama desrabar o desrabotar a la operación que practican los pastores consistente en cortar los rabos o colas a los corderos dejándolos solamente con cuatro dedos de largo. Practican esta operación colocando la cola sobre un tajo de madera y desprendiéndola con un golpe fuerte dado con un buen cuchillo en el lugar por donde conviene. 
Suelen también los pastores coger la res entre las piernas y cortarte la cola con una navaja o cuchillo y a veces se la quitan retorciéndola hasta que se desprende. Pero de cualquier modo, siempre concluyen la operación aplicando un poco de ceniza en la herida. 
El tiempo de desrabotar es a comienzos de primavera y los pastores que creen en la influencia de la luna, reservan esta operación para el cuarto menguante. En algunas provincias dejan las colas a las reses lanares pero el ganado fino, trashumante y riberiego las tiene siempre cortadas. El lodo que se pega y deseca en las extremidades de las colas largas, azota y lastima las piernas del animal cuando corre y muchas reses débiles mueren en los terrenos montuosos, porque agarrándose la cola a las matas, no tienen fuerza bastante-para romper la rama que las sujeta, o dejar en ella la lana enredada. 